# Gert Jan Schlatmann
Gert Jan Schlatmann, född den 6 december 1963 i Bloemendaal, Nederländerna, är en nederländsk landhockeyspelare.
Han tog OS-brons i herrarnas landhockeyturnering i samband med de olympiska landhockeytävlingarna 1988 i Seoul.